# Bemlos griseus
Bemlos griseus är en kräftdjursart. Bemlos griseus ingår i släktet Bemlos och familjen Aoridae. Inga underarter finns listade i Catalogue of Life.